# Jessica Tandy

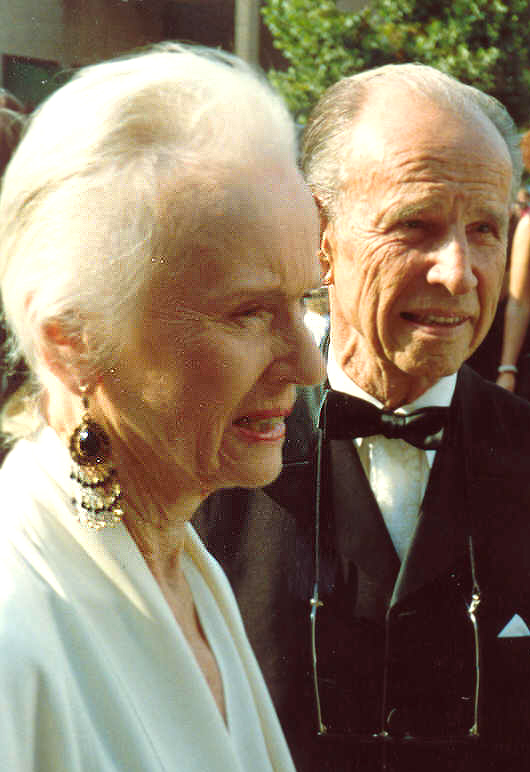
Jessica Tandy gemeinsam mit Ehemann Hume Cronyn, 1988

Jessica Alice Tandy (* 7. Juni 1909 in London, England; † 11. September 1994 in Easton, Connecticut) war eine britische Schauspielerin. Für ihre Titelrolle in Miss Daisy und ihr Chauffeur erhielt sie 1990 den Oscar.

## Leben
Jessica Tandy hatte 1927 ihren ersten Bühnenauftritt in London. 1930 trat sie am Broadway auf. Nach der gescheiterten Ehe mit Schauspieler Jack Hawkins, aus der eine Tochter hervorging und die 1942 wieder geschieden wurde, zog sie nach New York, wo sie den Schauspieler Hume Cronyn kennenlernte und heiratete. Aus dieser Ehe entstammten zwei Kinder. 1986 wurde dem Ehepaar Tandy und Cronyn vom US-Präsidenten Ronald Reagan die National Medal of Arts verliehen.
1932 debütierte sie beim Film in The Indiscretion of Eve, blieb aber in der Zeit danach primär als Theaterschauspielerin tätig. 1944 spielte sie in dem Film Das siebte Kreuz nach dem Roman von Anna Seghers. In den 1950er Jahren wurde sie eine bekannte Fernsehschauspielerin, die in zahlreichen Serien auftrat.  1954 bekam Tandy mit ihrem Mann eine eigene Serie, The Marriage. 
Als Bühnenschauspielerin erhielt 1947 Tandy ihren ersten von insgesamt drei Tony Awards für die Uraufführung von Endstation Sehnsucht. Sie spielte die Rolle der alternden, sich an Lebenslügen festklammernden Südstaaten-Schönheit Blanche Du Bois an der Seite von Marlon Brando, dem damit der Durchbruch gelang. Bei der Verfilmung von Endstation Sehnsucht ersetzte Regisseur Elia Kazan sie aber durch Vivien Leigh, da Tandy den Produzenten zu wenig als Filmstar galt. 
Tandys wohl bekannteste Filmrollen waren die der herrischen Mutter Lydia Brenner in Alfred Hitchcocks Die Vögel und die der Miss Daisy in Bruce Beresfords Miss Daisy und ihr Chauffeur, für die sie 1990 auch einen Oscar als die bis heute älteste Darstellerin in der Kategorie beste Hauptdarstellerin gewann. Zwei Jahre später war sie als 82-Jährige für die Darstellung der Ninny Threadgoode in Grüne Tomaten ein weiteres Mal für einen Oscar nominiert und wurde außerdem vom People Magazine zu einem der 50 schönsten Menschen der Welt gewählt.
Am 11. September 1994 erlag Jessica Tandy in Connecticut den Folgen einer langwierigen Erkrankung an einem Ovarialkarzinom. Der Film Nobody’s Fool – Auf Dauer unwiderstehlich, in dem sie in ihrem letzten Auftritt neben Paul Newman zu sehen ist, ist ihrem Andenken gewidmet.

## Filmografie (Auswahl)
- 1932: The Indiscretions of Eve
- 1938: Murder In The Family
- 1944: Das siebte Kreuz (The Seventh Cross)
- 1945: Die Entscheidung (The Valley of Decision)
- 1946: Das Vermächtnis (The Green Years)
- 1946: Weißer Oleander (Dragonwyck)
- 1947: Amber, die große Kurtisane (Forever Amber)
- 1948: Qualen der Liebe (A Woman’s Vengeance)
- 1950: Liebesrausch auf Capri (September Affair)
- 1951: Rommel, der Wüstenfuchs (The Desert Fox: The Story of Rommel)
- 1958: Das Herz eines Indianers (The Light in the Forest)
- 1962: Hemingways Abenteuer eines jungen Mannes (Hemingway’s Adventures of a Young Man)
- 1963: Die Vögel (The Birds)
- 1974: Butley
- 1981: Da steht der ganze Freeway kopf (Honky Tonk Freeway)
- 1982: Garp und wie er die Welt sah (The World according to Garp)
- 1982: Zwei dicke Freunde (Best Friends)
- 1982: In der Stille der Nacht (Still of the Night)
- 1984: Die Damen aus Boston (The Bostonians)
- 1985: Cocoon
- 1987: Langer Abschied (Foxfire)
- 1987: Das Wunder in der 8. Straße (Batteries not included)
- 1988: Das Haus in der Carroll Street  (The House on Carroll Street)
- 1988: Cocoon II – Die Rückkehr (Cocoon: The Return)
- 1989: Miss Daisy und ihr Chauffeur (Driving Miss Daisy)
- 1991: Grüne Tomaten (Fried Green Tomatoes)
- 1992: Die Herbstzeitlosen (Used People)
- 1994: Camilla
- 1994: Nobody’s Fool – Auf Dauer unwiderstehlich (Nobody’s Fool)